# Écomafia
Écomafia est un néologisme italien désignant les activités criminelles liées au crime organisé qui causent des dommages à l'environnement. Le terme a été inventé par l'organisation environnementale italienne Legambiente en 1994 et a depuis été largement utilisé. En Italie, la criminalité environnementale est l’une des formes d’activité criminelle qui connaît la croissance la plus rapide et la plus rentable. En 2012, Greenpeace estime que 30 % des déchets italiens sont éliminés illégalement par des organisations criminelles. Le Programme des Nations Unies pour l’environnement estime que les organisations criminelles ont gagné environ 20 à 30 milliards de dollars américains grâce aux crimes environnementaux. Selon un rapport de 2024 de l'ONG italienne Legambiente, l'ensemble du marché illégal de l'élimination des déchets en Italie valait 8,8 milliards d'euros en 2023 et était dominé par plus de 300 mafieux.

## Origines et histoire

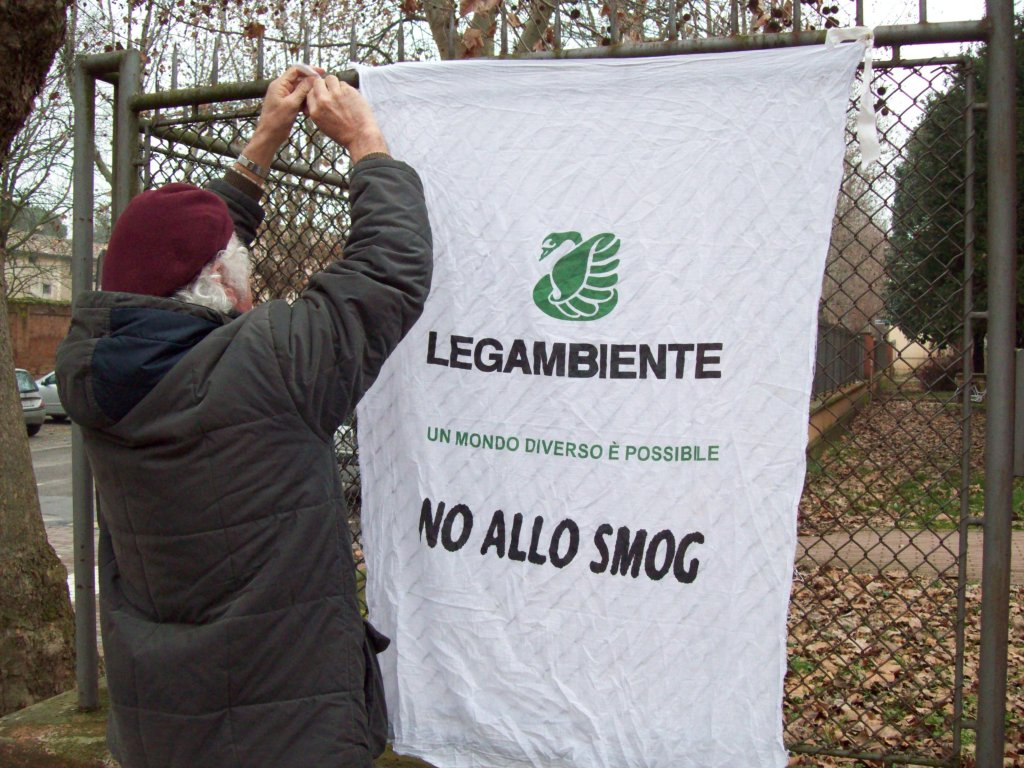
L'association écologiste italienne Legambiente.

En 1994, l'association écologiste italienne Legambiente a créé le terme écomafia pour désigner l'implication des organisations criminelles dans des activités illégales nuisant à l'environnement, telles que la gestion des déchets, la construction illégale et la pollution industrielle, affectant les conditions de vie des habitants,.
En Italie, ce terme est généralement utilisé pour décrire les syndicats criminels qui trafiquent et éliminent illégalement des déchets industriels, commerciaux et radioactifs. Les syndicats de la 'Ndrangheta et de la Camorra sont fréquemment impliqués dans des crimes environnementaux, notamment dans l'élimination illégale de déchets dangereux. Au XXIe siècle, les organisations criminelles italiennes se sont alliées à la mafia chinoise et coopèrent avec elle dans des entreprises liées à la criminalité environnementale. Bien que l’opinion publique italienne attribue la plupart des crimes environnementaux aux organisations criminelles, les entreprises italiennes commettent plus fréquemment des crimes environnementaux que les organisations criminelles liées à la mafia. L'élimination des déchets est également utilisée comme couverture par les organisations criminelles pour dissimuler le trafic de drogue, la traite des êtres humains et d'autres activités illicites.
En 2007, Legambiente estime que l'écomafia a généré 18 milliards d'euros de revenus, dont plus de la moitié est allée aux quatre principales mafias italiennes. Cela renforce leur contrôle sur leurs territoires et leurs liens avec les institutions et les entreprises.
En 2021, 30 590 crimes environnementaux ont été recensés à l'échelle nationale, soit une moyenne d'environ 84 infractions par jour.
Selon le rapport annuel Écomafia 2024 de Legambiente, les activités criminelles contre l'environnement, telles que les constructions illégales et les incendies criminels liés à la mafia, ont augmenté de 15,6 % en 2023 par rapport à 2022. Cela représente 97,2 crimes environnementaux par jour, soit 4 par heure, rapportant 9 milliards d’euros à 378 clans mafieux, une hausse en partie due à l'intensification des contrôles policiers.
Les régions les plus touchées sont la Campanie, la Sicile, les Pouilles et la Calabre, qui représentent 43,5 % des crimes écologiques signalés par Legambiente. Dans ces zones, où la mafia est historiquement présente, Naples se classe au premier rang au niveau provincial, suivie d'Avellino, de Bari et de Rome.

## Activités criminelles
Selon le rapport Écomafia 2023, Legambiente évalue le chiffre d'affaires illégal de l'écomafia à 8,8 milliards d'euros.

### Construction illégale
Le « cycle du ciment » désigne un réseau criminel impliquant la construction illégale de bâtiments, l'extraction illicite de matériaux tels que le sable et la terre, ainsi que la fraude dans les appels d'offres. En Italie, le processus commence par la construction illégale d'une maison. Les citoyens votent ensuite pour des partis de centre-droit qui adoptent des lois de régularisation, incitant d'autres personnes à bâtir sans autorisation et permettant à la droite de rester au pouvoir.

#### Conséquences sociales et environnementales
Enrico Fontana, coordinateur de l'Observatoire national sur les écomafia de Legambiente, indique que les organisations criminelles facilitent la construction de maisons sans nécessiter de permis. Selon lui, l'absence de permis de construire dans certaines régions du Sud entraîne des conséquences importantes. Ce phénomène dégrade les paysages et laisse de nombreuses maisons inachevées, ce qui nuit à l'esthétique locale. Des cottages et hôtels illégaux s'approprient également des pans de plage, limitant l'accès du public. De plus, ces constructions se trouvent souvent dans des zones à risque, augmentant les dangers d'accidents et de catastrophes naturelles. Cela soulève des préoccupations pour l'environnement et la qualité de vie des habitants.

#### En chiffres
En 2021, l'écomafia prend plusieurs formes, avec les délits liés au ciment illégal en tête. Legambiente a recensé 9 490 infractions, soit 31 % du total. Ces crimes touchent tout le secteur du bâtiment, de l'extraction illégale à la construction sans permis.
En 2023, un rapport de Legambiente a enregistré 35 487 infractions environnementales, principalement dans ce secteur. Ce chiffre a augmenté de 6,5 % par rapport à 2022, avec 13 008 infractions. Le Sud de l'Italie représente 48,8 % des constructions illégales, surtout sur le littoral, tandis que les démolitions restent rares.

### Élimination illégale de déchets
Dans le sud de l'Italie, les organisations mafieuses enfouissent souvent illégalement des déchets avant de bâtir des biens immobiliers sur ces terrains contaminés. Entre 2008 et 2010, environ 17 000 maisons auraient été bâties sur ces sites illégaux. Les réseaux de ce secteur regroupent entrepreneurs, courtiers et techniciens corrompus, exploitant la fraude et l'évasion fiscale à l'échelle nationale. En 2012, Roberto Ferrigno de Greenpeace, estime que 30 % des déchets italiens sont éliminés illégalement par des organisations criminelles.
Selon Legambiente, les crimes liés à l'élimination illégale des déchets sont parmi les plus dangereux et les plus rentables des infractions environnementales, commis au profit d'entreprises cherchant à réduire leurs coûts en contournant les réglementations. Le fonctionnement consiste à incinérer les déchets dans des entrepôts industriels abandonnés.
Dans le Nord de l'Italie, les entrepreneurs ont établi un traitement illégal de leurs déchets, également connu sous le nom de « cycle des déchets » : les déchets toxiques sont d'abord reclassés à un niveau de dangerosité inférieur et peuvent ensuite être déposés dans des décharges légales, utilisés comme fertilisants, ou abandonnés dans des hangars. Les déchets classiques quant à eux sont déposés dans des décharges illégales, souvent d'anciennes carrières utilisées dans le cycle du ciment. Ils remplacent les matériaux de construction et servent à camoufler les caches illégales. Ensuite intervient l'incinération des déchets, souvent pratiquée en Campanie.
À Naples, le taux de recyclage est inférieur à 5 % et les décharges publiques sont saturées. Les entreprises de collecte des déchets sont souvent contrôlées par des clans de la Camorra, qui transportent des déchets du Nord vers des décharges légales et illégales. Dans la région, le clan mafieux qui contrôle une zone détient le monopole du déversement des déchets, et toute infraction est punie de mort. À Ponticelli, le Clan Sarno (it) confiait la gestion des écomafias à la communauté rom, leur imposant un pizzo pour vivre dans des logements précaires et leur permettant de collecter des matériaux polluants pour une dizaine d'euros.

#### Impact environnemental et sanitaire
Dans la Terre des feux, entre Naples et Caserte, un lien a été établi entre l'augmentation des cancers et la présence d'incendies et de décharges illégales. Le clan des Casalesi a envahi la province de Caserte de décharges illégales, où de grandes quantités de déchets liquides et inflammables sont incinérés la nuit dans les lacs et pâturages, provoquant des émissions de dioxine. Cela a empoisonné de nombreux animaux des fermes voisines, poussant les autorités sanitaires à ordonner leur abattage et le retrait des produits associés, ainsi qu'à interdire le pâturage dans certaines zones,.

#### En chiffres
En 2021, avec 8 473 infractions, l’élimination illégale des déchets est devenue la deuxième activité criminelle en Italie, couvrant tout le territoire. La Campanie, les Pouilles, la Calabre et la Sicile concentrent 43,8 % des infractions, mais 6 % sont également relevées en Lombardie et en Toscane. Rome dépasse Naples au niveau provincial. Plus de 2,3 millions de tonnes de déchets ont été saisis, l'équivalent de 94 537 camions alignés sur 1 286 kilomètres, couvrant la distance entre Reggio de Calabre et la frontière suisse. Ces crimes ont généré un chiffre d'affaires de 8,8 milliards d'euros, probablement sous-estimé.
Selon le rapport Écomafia 2023, plus de 30 500 infractions environnementales ont été recensées en Italie en 2022. En Calabre, 344 infractions liées à la gestion des déchets ont été recensées, soit presque une par jour. En 2023, elle fait état d'une augmentation de 15,6 % par rapport à l'année précédente, représentant ainsi 66 % des infractions liées au trafic illégal de déchets, avec un total de 9 309 cas enregistrés.

### Infractions dans l'agroalimentaire
L'écomafia se manifeste de plusieurs manières dans l'agroalimentaire. Par exemple, des monticules de déchets sont laissés sur les terrains des agriculteurs dans les Pouilles par des camions durant la nuit ; des champs sont incendiés en Sicile pour intimider les propriétaires, obtenir des indemnisations ou s'approprier des terres pour des projets forestiers ou immobiliers.

#### En chiffres
En 2023, Legambiente rapporte 45 067 infractions dans la chaîne d'approvisionnement agroalimentaire, en hausse de 9,1 % par rapport à 2022, notamment en raison du caporalato, qui désigne l'exploitation des travailleurs agricoles.

### Trafic des animaux
L'écomafia se livre au pillage de la faune sauvage, notamment par le commerce d'espèces protégées, la viande de brousse et le trafic d'ivoire. Avec l'essor économique des pays d'Asie, l'Europe est devenue à la fois une destination et une zone de transit pour ces échanges illicites.

#### En chiffres
Entre 2011 et 2016, les forces de police de l'Union européenne ont saisi plus de 6 000 reptiles vivants et 10 000 peaux de mammifères protégés, ainsi que des tortues, serpents, iguanes, caméléons et coraux.
En 2016, le Programme des Nations Unies pour l'environnement a estimé que le marché noir de la biodiversité mondiale dépassait 20 milliards de dollars par an, le plaçant parmi les cinq principaux trafics criminels, après la drogue et la contrefaçon.
En 2023, selon Legambiente, les infractions liées aux animaux s'élèvent à 6 581 cas, comprenant le braconnage, la pêche illégale, le trafic d'espèces protégées et d'animaux de compagnie.

#### Zoomafia
La Zoomafia désigne des activités criminelles liées à l’exploitation d’animaux. Elle inclut l'organisation de combats de chiens, de courses clandestines de chevaux, ainsi que la gestion des paris illégaux et la commercialisation de produits dopants. Ces activités montrent le contrôle des groupes criminels, avec des courses de chevaux souvent sur des routes fermées. En 2004, une course a eu lieu sur le périphérique de Palerme.

## Réponses juridiques et politiques

### Lutte contre le trafic des déchets
En 2015, les délits environnementaux ont été intégrés au Code pénal grâce aux efforts de Legambiente, qui présente chaque année un rapport sur l’écomafia, s'appuyant sur des enquêtes judiciaires, des rapports de police et des faits médiatisés,.
En réponse à l'apparition de crimes environnementaux, les Carabinieri (gendarmerie italienne), ont créé une division spécialisée dans les crimes environnementaux. En 2015, la police environnementale a découvert une décharge contenant des déchets industriels, des déchets médicaux, de l'amiante et des matériaux de construction derrière une maison à Casal di Principe, liée au syndicat du crime organisé Camorra. La région de Caserte, où la décharge a été trouvée, est associée à l'écomafia depuis les années 1980, lorsque les décharges illégales ont commencé. La région est devenue connue sous le nom de Terra dei fuochi en raison de la pratique criminelle courante consistant à brûler des déchets toxiques pour s'en débarrasser.
Legambiente propose au gouvernement, dans son rapport Écomafia 2024, 15 mesures, dont la restauration des pouvoirs des préfets pour démolir les bâtiments non détruits par les municipalités depuis la dernière amnistie de construction. Elle demande également la transposition rapide de la directive européenne sur la protection de l'environnement dans le droit pénal, approuvée par le Parlement européen le 27 février 2024, qui introduit de nouvelles infractions et prévoit des stratégies nationales contre la criminalité environnementale.

### Lutte contre le trafic des animaux
En 2016, la Commission européenne propose trente-deux mesures sur cinq ans pour lutter contre le trafic d'espèces sauvages, demandant aux États d'imposer des peines d'au moins quatre ans de prison, d'interdire l'exportation d'objets anciens en ivoire, de renforcer la coopération entre les services répressifs et de soutenir les communautés rurales. L'Union européenne a mobilisé près de 500 millions d'euros pour la conservation de la biodiversité en Afrique, avec 700 millions d'euros prévus jusqu'en 2020.

#### Ouvrages
- (it) Antonio Cianciullo et Enrico Fontana, Ecomafia : i predoni dell'ambiente, Rome, Riuniti, 1995, 155 p. (ISBN 9788835940036, OCLC 801088891).
- (de) Andreas Vahlensieck, Ecomafia in Italien, München, GRIN Verlag, 2001 (ISBN 9783640023486, OCLC 916150818).
- (it) Nicola Giovanni Grillo, Rifiuti S.p.a. fra ecomafia e mafia delle autorizzazioni, Rome, Geva, 2007, 127 p. (ISBN 9788889323328, OCLC 956139030).
- Laurenz Volkmann, Nancy Grimm, Ines Detmers et Katrin Thomson, Local Natures, Global Responsibilities: Ecocritical Perspectives on the New English Literatures, Rodopi, 2010, 31–50 p. (ISBN 978-90-420-2812-8, lire en ligne).
- (it) Amelia Cerchiara, Ecomafia nella Sibaritide, Castrovillar, Il Coscile, 2012, 157 p. (ISBN 9788896276235, OCLC 955960969).
- Carlotta Caputo, Les travailleurs des déchets, Eres, 2011, 336 p. (ISBN 9782749231778), « La crise des déchets à Terzigno, en Campanie », p. 93-119.
- (en) Crime, Justice and Social Democracy : International Perspective, Kerry Carrington, Matthew Ball, Erin O'Brien, Juan Marcellus, coll. « Critical Criminological Perspectives », 2013, « Eco Mafia and Environmental Crime », p. 281-294.
- (it) Angela Giussani et Luciana Giussani, Ecomafia, Milan, La gazzetta dello sport, coll. « Diabolik : nero su nero » (no 36), 2015, 255 p. (OCLC 1277298591).
- Serenella Iovino, Ecocriticism and Italy: Ecology, Resistance, and Liberation, Bloomsbury Publishing, 28 janvier 2016 (ISBN 978-1-4725-7166-3, lire en ligne).
- (it) Stefano Monni, Profili penalistici del fenomeno dell'ecomafia Evoluzione normativa sul fenomeno dell'ecomafia, Saarbrücken, Accademiche Italiane, 2016 (ISBN 9783330777446, OCLC 962094055).
- Toine Spapens, Rob White et Wim Huisman, Environmental Crime in Transnational Context: Global Issues in Green Enforcement and Criminology, Routledge, 10 juin 2016, 268–285 p. (ISBN 978-1-317-14227-0), « Organized Crime and Illegal Waste Disposal in Campania ».
- (en) Laurence Cockcroft et Anne-Christine Wegener, Unmasked : Corruption in the West, Londres, I.B. Tauris, 2016, 1re éd., 288 p. (ISBN 9781786720795, DOI 10.5040/9781350989603).
- (it) Maria Josè Iapicco, La normativa di contrasto alla ecomafia analisi e prospettive di riforma per l'inquadramento giuridico di un fenomeno transnazionale, Rome, Aracne, coll. « I quaderni della Fondazione Falcone » (no 3), 2022, 1re éd., 276 p. (ISBN 9791259949394, OCLC 1335741051).
- (it) Legambiente Osservatorio nazionale ambiente e legalità, Ecomafia 2023 : le storie e i numeri della criminalità ambientale in Italia, Milan, Ambiente, 2023, 274 p. (ISBN 9788866273769, OCLC 1439706984).

#### Articles
- (it) « Ecomafia : El nuevo negocio de la "Cosa Nostra" puede convertir el mundo en un estercolero », Tempio,‎ 25 décembre 1995 (OCLC 697634203, lire en ligne ).
- (en) Elena Post, « Trash Is Gold: Documenting the Ecomafia and Campania's Waste Crisis. », Interdisciplinary Studies in Literature and Environment, vol. 20, no 3,‎ 2013, p. 597–621 (DOI 10.1093/isle/ist075, JSTOR 44087265, lire en ligne).
- Clotilde Champeyrache, « L'économie mafieuse : entre principe de territorialité et extraterritorialité », Hérodote, revue de géographie et de géopolitique, no 151,‎ 2013, p. 83-101 (lire en ligne ).
- (en) Giulia Giardi, « Fighting the European Ecomafia : Organised Trafficking in Waste and the Need for a Criminal Law Response from the EU », New journal of European criminal law,‎ 2014 (ISSN 2032-2844, OCLC 914261899).
- (fr + en) Daniela Pittaluga et Fabio Fratini, « Conservation et mise en valeur du patrimoine architectural et paysagé des sites côtiers méditerranéens : Conservation and promotion of architectural and landscape heritage of the mediterranean coastal sites », FrancoAngeli, Milan, Italie,‎ 2018, p. 1-47 (ISBN 9788891797339, lire en ligne  [PDF]).

### Articles annexes
- Crise de la gestion des déchets à Naples
- Triangle de la mort (Italie)